# 鍋谷淳
鍋谷 淳（なべたに あつし）は、日本の石油探鉱技術者、地球科学者。

## プロフィール
1956年　兵庫県赤穂市生まれ
1974年　兵庫県立赤穂高等学校卒
1978年　岡山大学理学部地学科卒。岡大時代は逸見吉之助教授に師事。鍋谷の岡大時代の同期に金沢大学名誉教授の奥野正幸がいる。
1981年　東京大学大学院理学系研究科修士課程修了（地質学専攻）。同大学院では飯山敏道教授に師事。
1981年、INPEXの前身であるインドネシア石油に入社。石油探鉱技術者として従事。インドネシア、ベトナム、シリア、イエメン、ブラジル、アフリカ諸国などでの探鉱プロジェクトを担当（主に本社にて現場から送られてくる地震探鉱データおよび物理検層データの解析作業に従事）したほか、海外の主要石油会社の上流資産調査を担当した。また、一時期（1988-90年）石油公団石油開発技術センターに出向し、デルタの堆積学に関する基礎的研究を行った。
2021年　INPEXを退社。
専門は石油地質、デルタの堆積学、粘土鉱物学、熱水変質、科学史、資源論など。